# Kommandotegn (kommunikation)
 Denne artikel omhandler nonverbal kommunikation. Opslagsordet har også en anden betydning, se Kommandotegn (flag).
Soldater anvender undertiden et simpelt tegnsprog, kaldet kommandotegn, primært bestående af håndtegn. I specielle situationer kan lygter eller andet materiel dog anvendes til at understøtte eller i det hele taget muliggøre tegngivningen.
Kommandotegn anvendes i situationer, hvor verbal kommunikation er taktisk uhensigtsmæssig. Det vil typisk være i situationer, hvor der er behov for at kommunikere lydløst, for eksempel på patrulje i fjendtligt territorie eller på vagttjeneste. Kommandotegn anvendes også hyppigt til kommunikation over afstande, som når en fremskudt observatør skal kommunikere sine observationer tilbage til sin fører eller enhed. Til eksempel kan en spejder have observeret fjendtlige styrker i det terræn, gruppen er på vej imod, og har behov for at videregive oplysninger herom uden at røbe sin tilstedeværelse ved at give lyd fra sig. Andre tegn anvendes af gruppeføreren, der kan have behov for at give kommandoer til sin gruppe under fremrykning, eller i tilfælde hvor korte beskeder skal kommunikeres hurtigt til en spredt gruppe.
Alternativt anvendes kommandotegn, når kommunikation er besværet eller praktisk umuliggjort grundet afstand eller støj. Ligeledes findes der en række kommandotegn, der anvendes i situationer hvor samtale er upraktisk, som for eksempel når en chauffør skal dirigeres til at parkere sit køretøj af en vognkommandør, der står foran køretøjet der skal dirigeres. Endelig anvendes undertiden en variant af kommandotegn udført med lyssignaler eller tilsvarende, for eksempel til kommunikation i mørke. I så tilfælde gives tegn med en lygte, der gerne er påsat rød linse, således at det afgivne lys er sværere at se på afstand.
Kommandotegn finder en tæt pendant i de tegn der anvendes til dirigering af fly og helikoptere på civile som militære landingsbaner, herunder også på hangarskibe. Det er ikke ualmindeligt at finde disse tegn illustreret i krigsfilm og lignende. Kommandotegn gør det her muligt at manøvrere selv store fartøjer som fly med stor præcision, idet føreren (piloten), der har ringe udsyn, dirigeres af en observatør, der befinder sig uden for fartøjet, og som derfor har større overblik.
Kommandotegn giver ikke samme mulighed for komplekse eller nuancerede beskeder som verbal kommunikation; til gengæld kan retninger, punkter og afstande – visuelle instruktioner – ofte angives med større præcision, end man vil være i stand til ved udelukkende at benytte sig af samtale.